# Église protestante Saint-Martin de Westhoffen
L'église protestante Saint-Martin est un monument historique situé à Westhoffen, dans le département français du Bas-Rhin.

## Localisation
Ce bâtiment est situé quartier Bleu et place de l'Église à Westhoffen.

## Historique
L'édifice fait l'objet d'un classement au titre des monuments historiques depuis 1997.

## Architecture

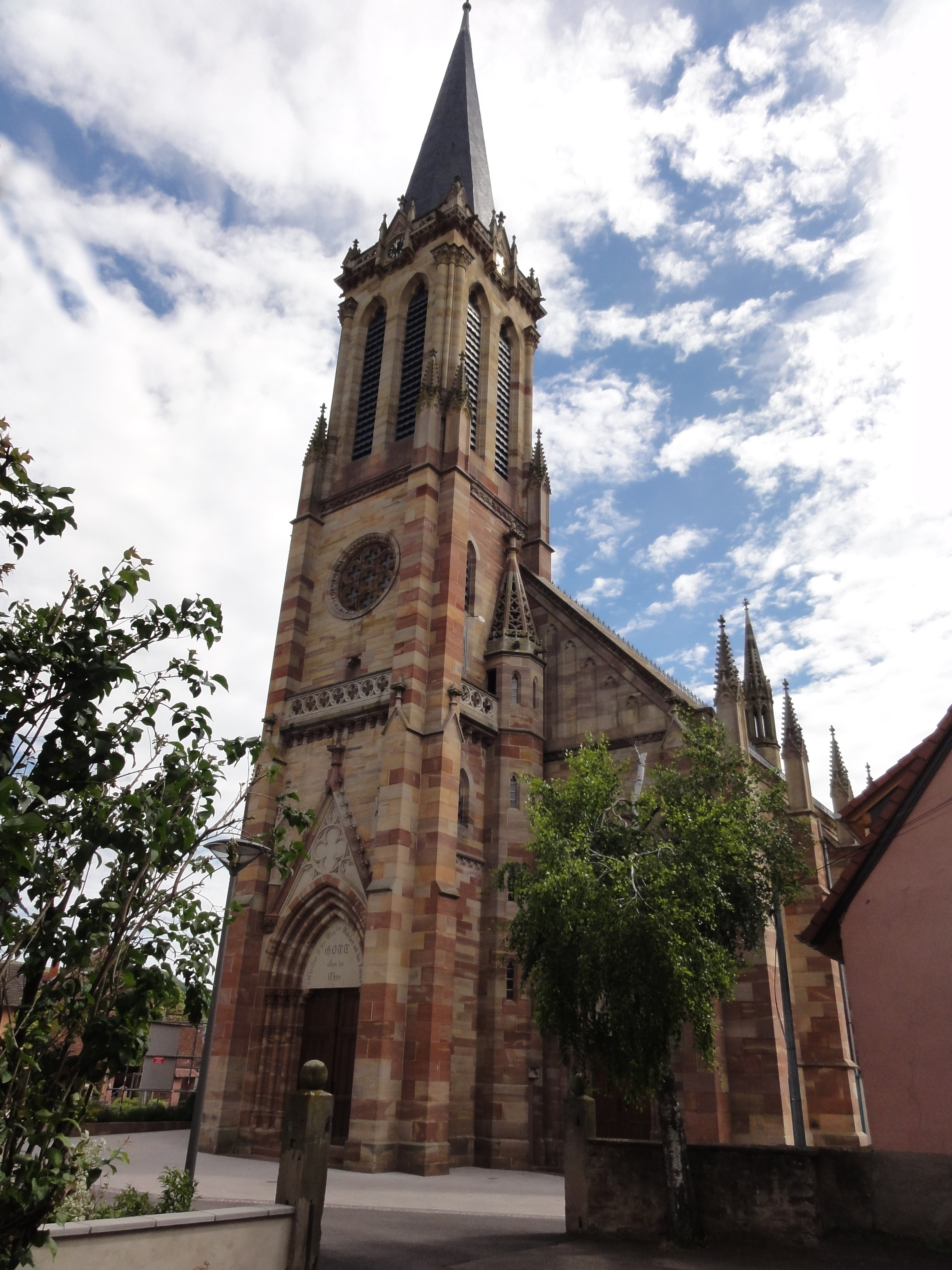
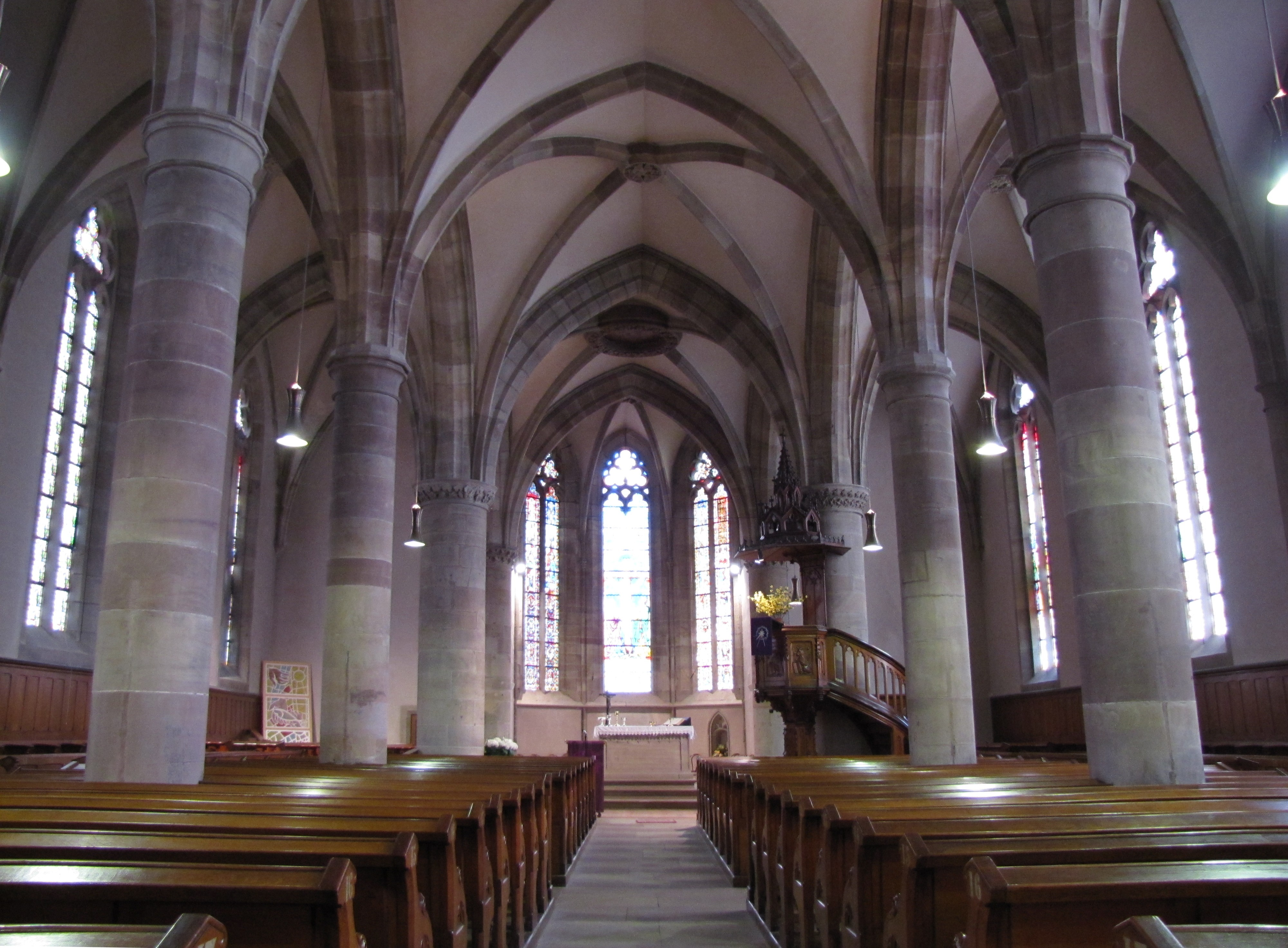
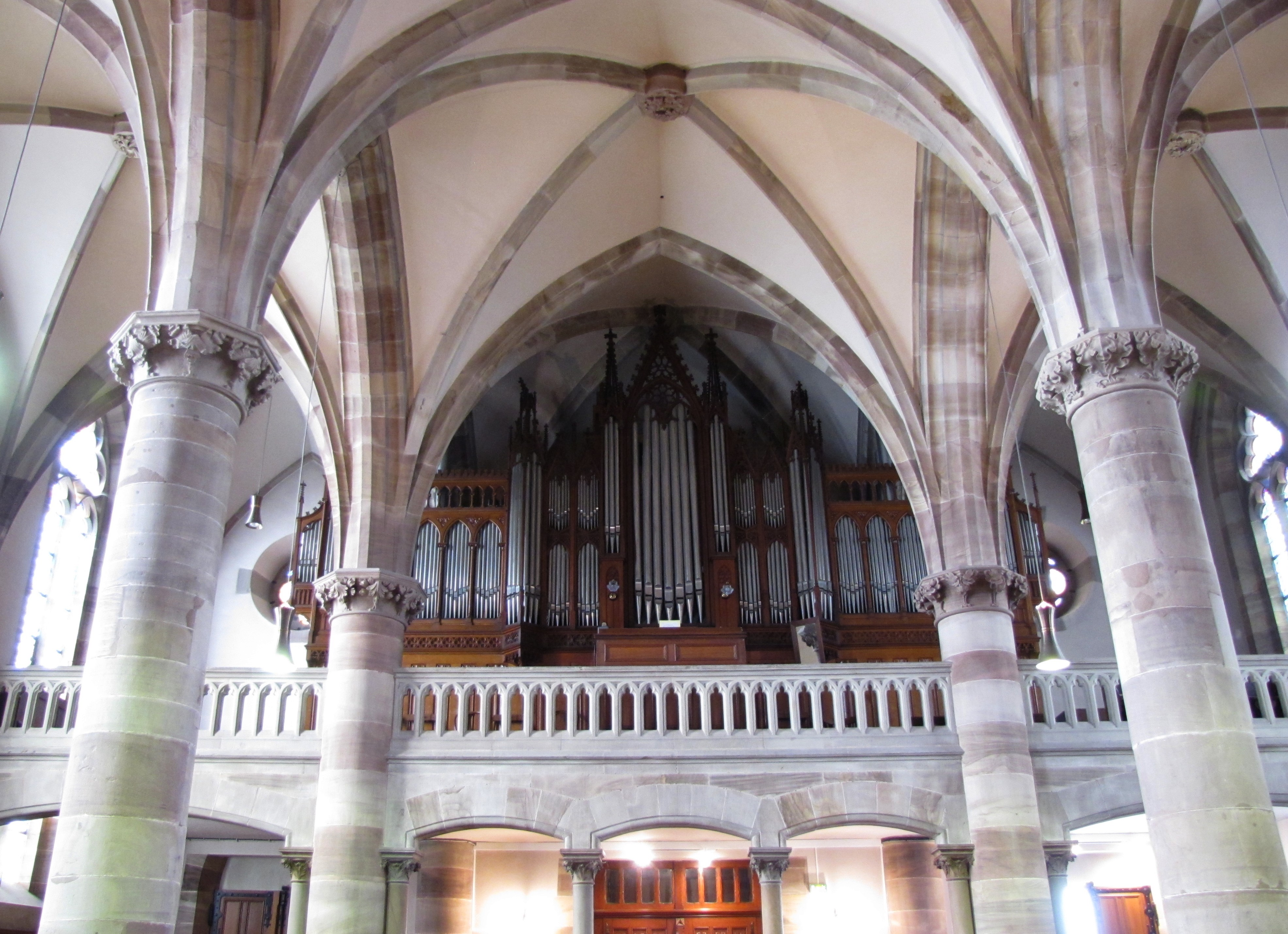
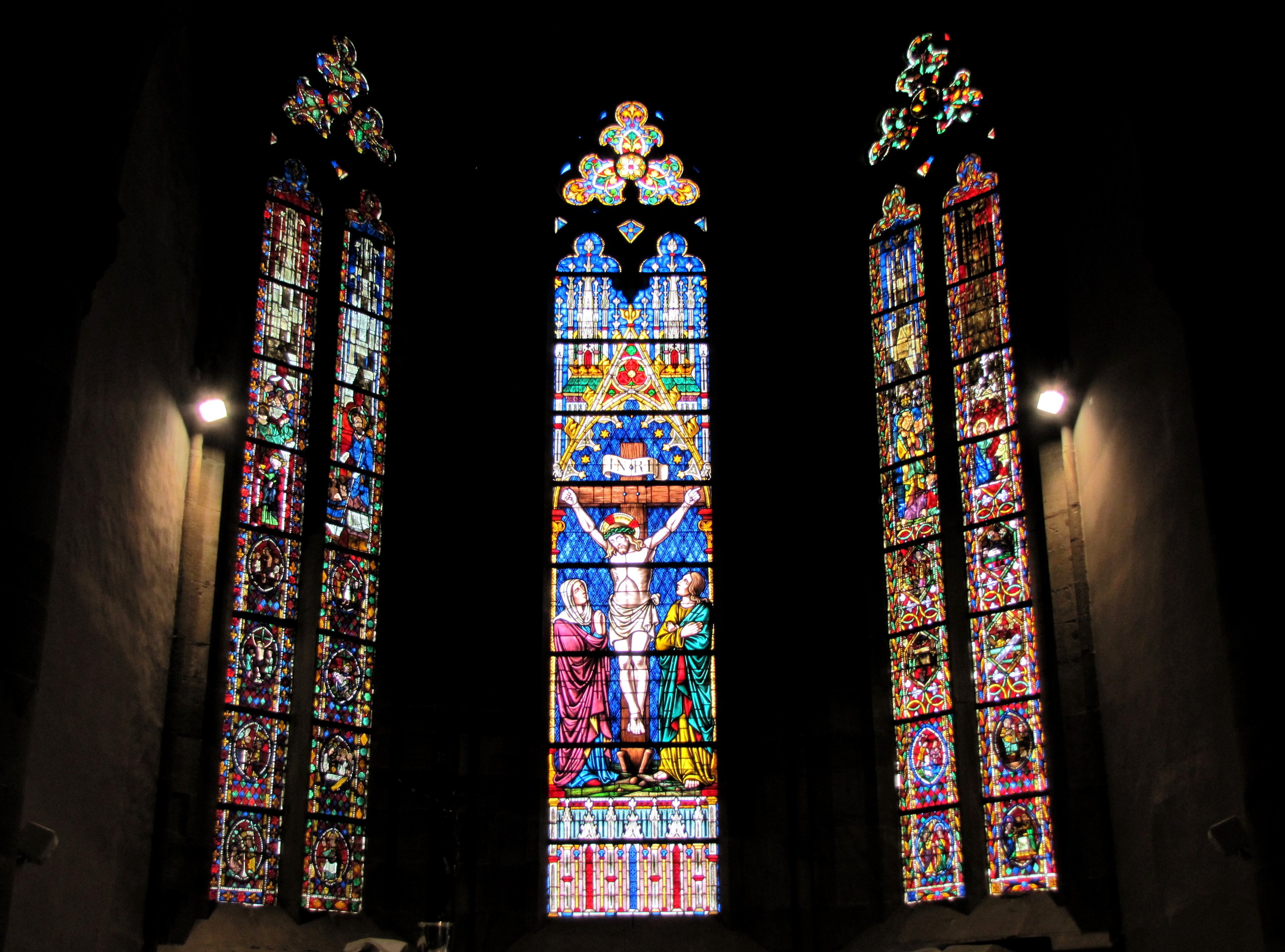